# Rybnica (powiat Jeleniogórski)
Rybnica (Duits:  Reibnitz) is een plaats in het Poolse woiwodschap Neder-Silezië. 

## Bestuurlijke indeling
Vanaf 1975 tot aan de grote herindeling van Polen in 1998 viel het dorp bestuurlijk onder woiwodschap Jelenia Góra, vanaf 1998
valt het onder woiwodschap Neder-Silezië, in het district Jelenia Góra. Het maakt deel uit van de gemeente Stara Kamienica en ligt op 9 km ten westen van Jelenia Góra, en 103 km ten westen van de provinciehoofdstad (woiwodschap) Wrocław.

## Foto's

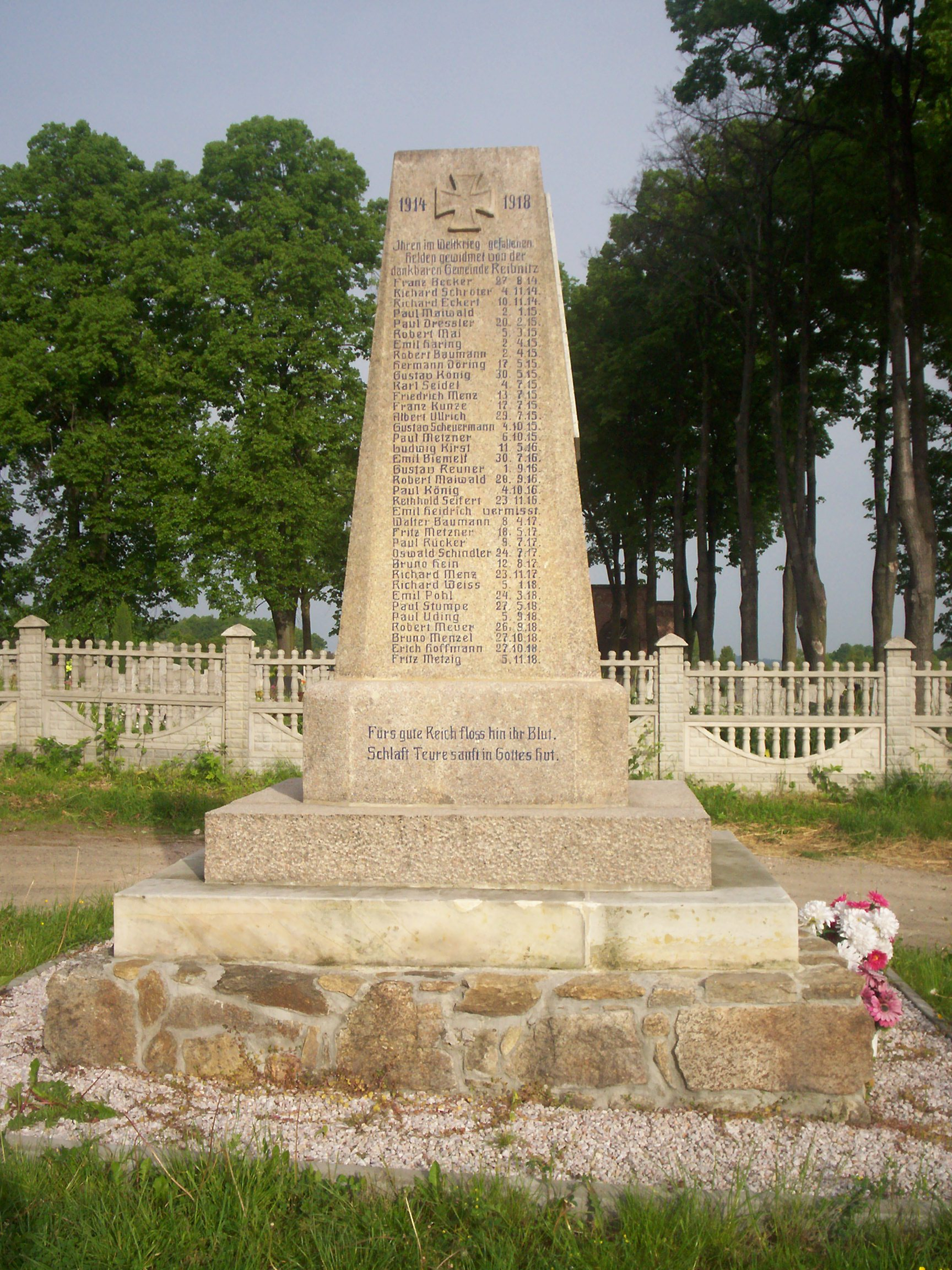
Monument voor de slachtoffers van de Eerste Wereldoorlog
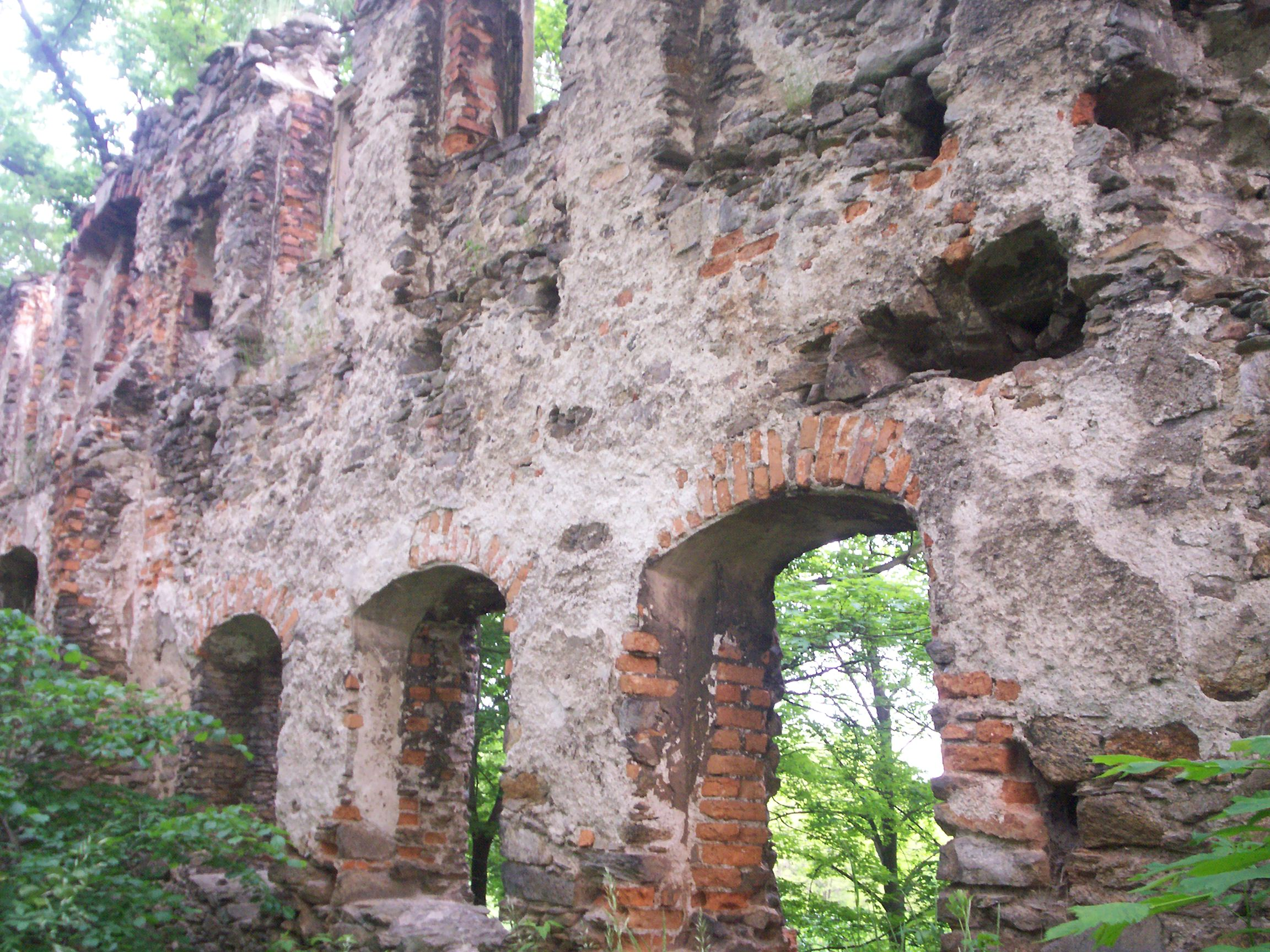
Kasteelruïne